# 英国挪威航空
英国挪威航空（英語：Norwegian Air UK）是挪威穿梭航空在英国的子公司，主要经营英国和北美的航线，其办公室设在伦敦盖特威克机场。2021年，挪威穿梭航空宣佈會結束所有長途業務，包括英国挪威航空。

## 歷史
2015年11月，英國民航局向英国挪威航空發出空運營運執照後，挪威航空向美國運輸部申請豁免及營運往美國的航班。2016年6月，運輸部拒絕了英国挪威航空申請，指美國工會擔心英国挪威航空會違規，以在東亞駐守的飛行組員執行航班，因此需要更多時間研究。2017年6月，運輸部接納了英国挪威航空的国航空承运人许可证（foreign air-carrier permit）的申請，指航空公司委員會承諾會以在美國和歐洲駐守的飛行組員執行航班。
首批以英国挪威航空營運執照和自己的IATA/ICAO代碼執行的航班是2017年9月起奥斯陆往巴塞罗那、马拉加和尼斯，然後才是定期航班由蓋特威克機場往新加坡，及2018年2月通航往布宜諾斯艾利斯。2018年3月25日，英国挪威航空開始執行英國往美國的航班，這些航班原本是由挪威长途航空負責。

## 機隊
截至2020年3月，英国挪威航空機隊如下：
| 機型      | 服役中 | 訂購中 | 載客量 | 載客量 | 載客量 | 備註 |
| 機型      | 服役中 | 訂購中 | C      | Y      | 總計   | 備註 |
| --------- | ------ | ------ | ------ | ------ | ------ | ---- |
| 波音787-9 | 13     | —      | 56     | 282    | 338    |      |
| 總計      | 13     | —      |        |        |        |      |